# Interval (matematică)
Interval este un termen de bază al algebrei și analizei matematice. Acesta este o mulțime nenumărabilă și mărginită care conține toate numerele reale situate între două numere reale date. Se reprezintă geometric prin segmente. Diferite intervale ale dreptei reale pot forma prin reuniune domeniul de definiție al unei funcții numerice, fiecare interval având asociată o expresie algebrică.

## Definiție

### Cazul numerelor reale
Fie {\displaystyle a,b\in \mathbb {R} }.
- Se definește intervalul deschis de extremități   {\displaystyle a,b\,} :

{\displaystyle (a,b)=\{x\in \mathbb {R} ;a<x<b\}}.
- Se definește intervalul închis de extremități   {\displaystyle a,b\,} :

{\displaystyle [a,b]=\{x\in \mathbb {R} ;a\leq x\leq b\}}
- Se mai poate defini intervalul închis la un capăt și deschis la celălalt:

{\displaystyle [a,b)=\{x\in \mathbb {R} ;a\leq x<b\}}
{\displaystyle (a,b]=\{x\in \mathbb {R} ;a<x\leq b\}}
- Intervale extinse

- nemărginite la stânga:

{\displaystyle (-\infty ,a)=\{x\in \mathbb {R} ;x<a\}}
{\displaystyle (-\infty ,a]=\{x\in \mathbb {R} ;x\leq a\}}
- nemărginite la dreapta:

{\displaystyle (a,+\infty )=\{x\in \mathbb {R} ;a<x\}}
{\displaystyle [a,+\infty )=\{x\in \mathbb {R} ;a\leq x\}}
- Dreapta reală:

{\displaystyle \mathbb {R} =(-\infty ,+\infty )}
- Intervale degenerate:

{\displaystyle (a,a)=\varnothing } ,   mulțimea vidă
{\displaystyle [a,a]=\{a\}} , mulțimea cu elementul {\displaystyle a\,}

## Generalizare pentru spații topologice
În cadrul topologiei, intervalele pot fi generalizate la mulțimi conexe. Intervalele deschise devin mulțimi deschise, iar cele închise devin mulțimi închise.
Intervalele mărginite și închise sunt compacte.

## Aplicații și proprietăți
Intervalele au proprietăți interesante în cazul continuității și derivabilității:
- Imaginea unei funcții continue pe un interval real este un interval real (teorema valorilor intermediare).
- O funcție derivabilă pe un interval, a cărei derivată este identic nulă, este constantă pe acel interval.
- O funcție derivabilă este monotonă pe un interval dacă și numai dacă derivata sa are semn constant pe acel interval.